# Calosphyrum alboorbitale
Calosphyrum alboorbitale là một loài tò vò trong họ Ichneumonidae.